# Movimento Agora
O Movimento Agora (em finlandês: Liike Nyt e em sueco: Rörelse nu) é um partido economicamente liberal da Finlândia. O Movimento Agora foi fundado pelo então deputado do Partido da Coligação Nacional Hjallis Harkimo e outras sete pessoas.

## Ideologia e políticas
Trinta princípios fundamentais foram acordados pelos membros do partido. Além disso, os candidatos não estão alinhados ideologicamente com o grupo e podem assumir posições independentes em questões locais. Os temas eleitorais incluem a limpeza do Mar Báltico e a segurança social para os empresários.
O Movimento Agora defende políticas geralmente liberais. Na economia, apoia a redução do imposto sobre as sociedades e da regulação desnecessária aos negócios e, na política social, o movimento defende a legalização da venda de álcool em supermercados.
Na política internacional, embora o Movimento Agora acredite que a União Europeia tem sido benéfica para a Finlândia em muitos aspectos, a moeda euro não o fez necessariamente, e que as crises de dívida e migração, junto com o Brexit, forçaram a UE a reconsiderar em que áreas Bruxelas é necessária e onde não é. O movimento opõe-se a um superestado europeu.
Também apoia a obtenção da neutralidade de carbono até 2045, em vez da meta do governo de 2035, acreditando que esta última não é realista. O Movimento Agora também apoia a energia nuclear.
O movimento acredita na ampliação da assistência privada à saúde como forma de reduzir as sinalizações nas unidades públicas de saúde.
Também acredita que a Finlândia deve adotar um visto nacional D que dê aos migrantes qualificados o direito de trabalhar e, ao mesmo tempo, afaste os migrantes que seriam um fardo para a sociedade. O movimento também defende a reforma do sistema de asilo e que os imigrantes sejam integrados para que se tornem parte da sociedade finlandesa, e que planos de emprego sejam elaborados para todos os imigrantes maiores de 18 anos. O Movimento Agora também acredita que todos os imigrantes que chegam devem provar que eles serão membros ativos da sociedade finlandesa e que aqueles que fornecerem informações falsas ou cometerem crimes graves, como terrorismo, devem ser deportados.

## Resultados eleitorais

### Eleições legislativas

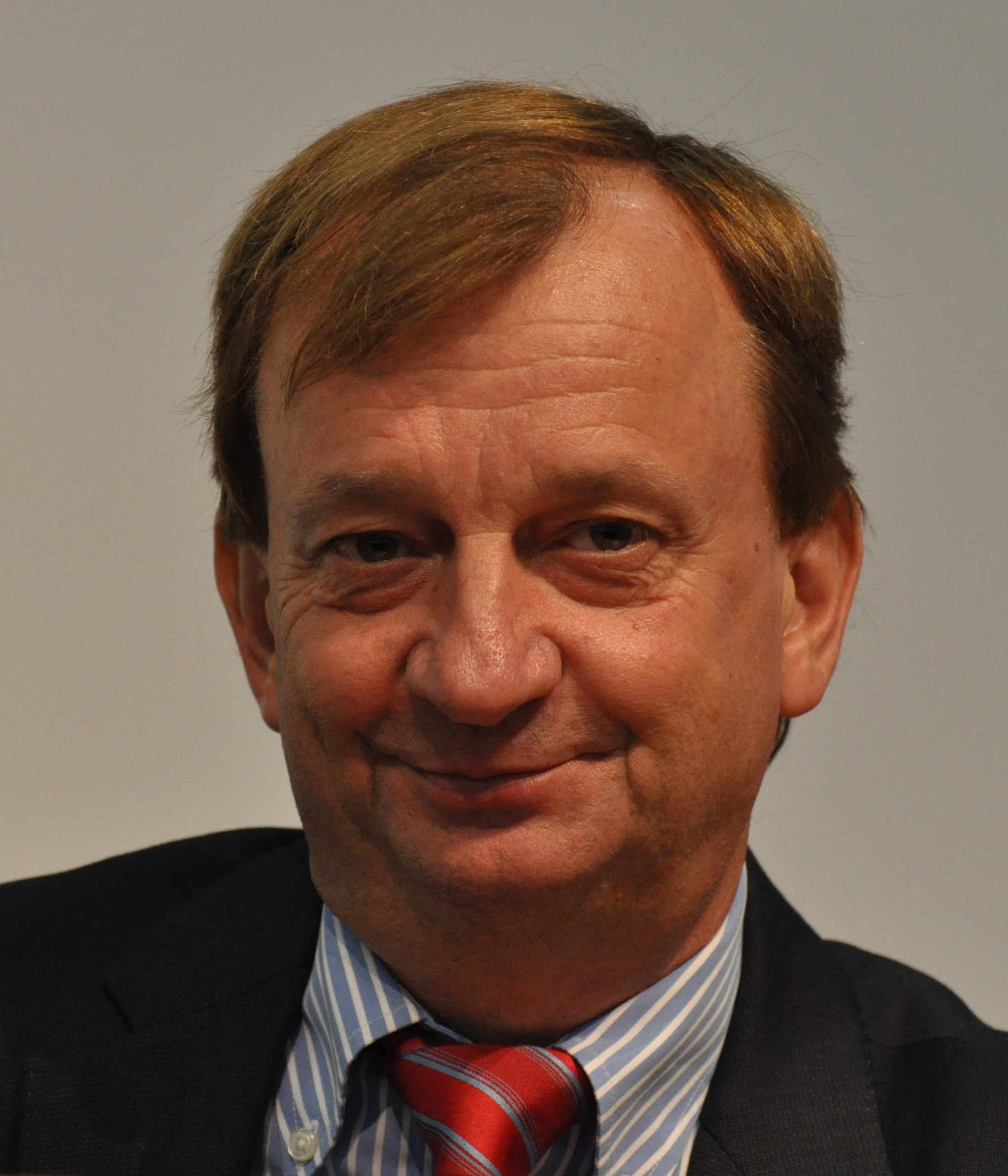
Hjallis Harkimo, fundador do movimento.

| Data | Líder           | CI. | Votos  | %             | +/- | Deputados | +/- | Status   |
| ---- | --------------- | --- | ------ | ------------- | --- | --------- | --- | -------- |
| 2019 | Hjallis Harkimo | 9.º | 69 427 | 2,25 / 100,00 |     | 1 / 200   | 1   | Oposição |